# Lyrophon
Lyrophon var ett tyskt skivmärke lanserat 1904. Märket, som utgavs och inspelades i flera europeiska länder, utmärkte sig främst för sina inspelningar av operasångare. Det köptes senare upp av Carl Lindström.
Lyrophon grundades av tre bröder, alla tillika operasångare: Adolf, Julius och Adalbert Lieban. Redan med början 1900 hade dessa börjat producera fonografcylindrar med inspelningar av sig själva under namnet Künstler Phonographen Walzen. I samband med vårmarknaden i Leipzig 1904 lanserade bröderna så grammofonmärket Lyrophon. Under det första året tycks företaget - vars formella namn var Lyrophon-Werke GmbH - dock enbart ha sålt grammofoner, inte skivor. De senare lanserades med början 1905, och uppenbarligen hade lanseringen föregåtts av en intensiv inspelningsverksamhet eftersom Lyrophon redan från början kunde skryta med en katalog om 3000 titlar på ett flertal olika språk. 
Särskilt framgångsrika på den tyska marknaden var de inspelningar Lyrophon gjorde med sångare vid kungliga operan i Berlin. Bolaget satsade dock redan tidigt även på utländska marknader och gjorde inspelningar i bland annat Frankrike, Böhmen, Sverige (se nedan) och Ryssland (inklusive Polen). Den ryska katalogen omfattade utöver dåtida kända opera- och operettsångare även inspelningar av rysk-ortodoxa kyrkokörer. Lyrophons allra mest berömda och historiskt viktiga inspelningar anses dock vara de med den berömde portugisiske barytonen Francisco d'Andrade, vilken gjorde sina enda skivinspelningar över huvud taget för just detta märke.
Lyrophonskivor såldes i såväl enkel- som dubbelsidiga utgåvor och i ett stort antal format spännande över allt från 17 cm till 35 cm. De senare kunde rymma för tiden uppseendeväckande sju minuters speltid per sida. 1908 lanserades ett kompletterande lågprismärke kallat Gloria.
Bröderna Lieban stod inte själva för alla de tekniska aspekterna av Lyrophonproduktionen utan förlitade sig på ett par firmor drivna av Albert Grünbaum (pressning av skivorna) respektive Max Thomas (inspelningsutrustning). 1911 gick firmorna Grünbaum och Thomas ihop för att två år senare bli delar av Carl Lindströms växande skiv- och grammofonimperium. Lindström behöll till att börja med namnet Lyrophon bland sitt stall av etiketter, men lade ner denna 1918. Lågprisetiketten Gloria bibehölls däremot in på 1930-talet.
En av Lyrophons inspelningstekniker var Carl Sandahl, född i Fellingsbro.

## Lyrophon i Sverige
Under åren 1905–1907 gjorde Lyrophon ett stort antal inspelningar i Sverige. Bolagets representanter i Sverige var ursprungligen firma Gyllenberg & Rosengren men mot slutet sångaren Nils R. Lantz. Bland svenska artister som bolaget spelade in märks Inga Berentz, Rosa Grünberg, Carl Barcklind och Oskar Textorius. Man spelade även in Göta livgardes musikkår och litterära textdeklamationer av ingenjören Hugo Duhs.